# Regiones de Nunavut
Las regiones de Nunavut actúan como divisiones del censo, aunque Statistics Canada tendió a utilizar los nombres «región de Baffin» para la región Qikiqtaaluk y «región Keewatin» para la región Kivalliq. Aunque las regiones no tienen un gobierno autónomo, los servicios territoriales del gobierno de Nunavut son bastante descentralizados a escala regional. La región Qikiqtaaluk (o Baffin) es la región más extensa en Canadá, mientras que la región Kitikmeot es la segunda menos poblada.

## Regiones
| Región (código postal)                | Región Kitikmeot (X0B)    | Región Kivalliq (X0C)     | Región Qikiqtaaluk (X0A) |
| ------------------------------------- | ------------------------- | ------------------------- | ------------------------ |
| Nombre de la división censal          | Kitikmeot Region          | Keewatin Region           | Baffin Region            |
| Capital                               | Cambridge Bay (2006 hab.) | Rankin Inlet (2.842 hab.) | Iqaluit (7.740 hab.)     |
| Área (km²)                            | 446 727,7                 | 445 109,37                | 1 040 417,9              |
| Población, 2016                       | 6.783                     | 10.413                    | 18.988                   |
| Variación en la población (2001–2006) | +11,3%                    | +10,5%                    | +9,7%                    |
| Densidad                              | 0,015 hab./km²            | 0,023 hab./km²            | 0,019 hab./km²           |
| Mapa                                  |                           |                           |                          |